# Meagan Holder
Meagan Courtney Holder (Los Ángeles, 3 de octubre de 1984) es una actriz estadounidense, conocida por sus trabajos en televisión. Interpretó a Kelly Bowers en la serie de comedia dramática Born Again Virgin, Evelyn Sanders en la serie dramática Pitch, Noelle Jackson en la serie dramática Unreal, Claudine en la serie de drama criminal Ringer y Darby Conrad en la serie de ABC Family Make It or Break It. También ha aparecido en varios programas de televisión, como 90210, Victorious y Mentes criminales.

## Primeros años
Holder se graduó de la Universidad Estatal de California, Fullerton, donde fue miembro de la hermandad de mujeres Gamma Phi Beta.

## Carrera
En el cine, Holder coprotagonizó Bring It On: Fight to the Finish (2009) y You Again (2010). Sus otros créditos televisivos incluyen 90210, Shake It Up, NCIS: Los Ángeles y Victorious. También tuvo un período de seis episodios como Claudine en la serie Ringer de The CW.

## Filmografía

### Películas
| Año  | Título                           | Papel            | Notas                  |
| ---- | -------------------------------- | ---------------- | ---------------------- |
| 2009 | Bring It On: Fight to the Finish | Kayla            | Video                  |
| 2010 | You Again                        | Kendall          |                        |
| 2010 | Humbug                           | Lisa             | Cortometraje           |
| 2013 | Dark Power                       | Reportera        |                        |
| 2014 | Jersey Boys                      | Cantante de jazz |                        |
| 2015 | The Sand                         | Chanda           |                        |
| 2015 | Yellow Day                       | Taylor           |                        |
| 2016 | Girlfriends of Christmas Past    | Megan Walton     | Película de televisión |
| 2019 | Loop Group                       | Jenna            | Cortometraje           |
| 2019 | If Not Now, When?                | Deidre           |                        |
| 2020 | Cooking Up Christmas             | Chloe            | Película de televisión |
| 2021 | Queen Bess                       | Queen Bess       | Cortometraje           |
| 2021 | A Chestnut Family Christmas      | Nina             | Película de televisión |
| 2022 | One Way                          | Christine        |                        |

### Televisión
| Año     | Título              | Papel              | Notas                                        |
| ------- | ------------------- | ------------------ | -------------------------------------------- |
| 2009    | 90210               | Becca              | Episodio: "The Party's Over"                 |
| 2011    | Shake It Up         | Angie              | Episodio: "Reunion It Up"                    |
| 2011    | Make It or Break It | Darby Conrad       | Recurrente: Temporada 2                      |
| 2011    | NCIS: Los Angeles   | Chica deportiva    | Episodio: "The Debt"                         |
| 2011–12 | Ringer              | Claudine           | Recurrente                                   |
| 2012    | Victorious          | Hope Quincy        | Episodio: "Andre's Horrible Girl"            |
| 2013    | Mentes criminales   | Paige Munson       | Episodio: "Broken"                           |
| 2013    | Mr. Box Office      | Kelly              | Episodio: "Honor Code"                       |
| 2013    | Wendell & Vinnie    | Marisa             | Episodio: "Wendell & Vinnie's"               |
| 2014    | The Soul Man        | Tiffany            | Episodio: "Back in the Day"                  |
| 2014    | Rizzoli & Isles     | Mallory            | Episodio: "Burden of Proof"                  |
| 2014    | Key and Peele       | Chica en el bar    | Episodio: "Parole Officer Puppet"            |
| 2015    | Agent Carter        | Vera               | Episodio: "The Blitzkrieg Button"            |
| 2015    | Chasing Life        | Cliente            | Episodio: "No News Is Bad News"              |
| 2015    | Switched at Birth   | Meredith           | Episodio: "We Mourn, We Weep, We Love Again" |
| 2015–16 | Born Again Virgin   | Kelly Bowers       | Protagonista                                 |
| 2016    | Filthy Preppy Teens | Barista            | Episodio: "The Running of the Poors"         |
| 2016    | Pitch               | Evelyn Sanders     | Protagonista                                 |
| 2018    | Unreal              | Noelle Jackson     | Protagonista: Temporada 4                    |
| 2020    | Magnum P.I.         | Teresa             | Episodio: "Farewell to Love"                 |
| 2021    | Dave                | Tessa              | Recurrente: Temporada 2                      |
| 2022    | Monarch             | Kayla Taylor-Roman | Protagonista                                 |